# (9758) Dainty
(9758) Dainty est un astéroïde de la ceinture principale.

## Description
(9758) Dainty est un astéroïde de la ceinture principale. Il fut découvert le 13 avril 1991 à Siding Spring par Duncan I. Steel. Il présente une orbite caractérisée par un demi-grand axe de 2,75 UA, une excentricité de 0,22 et une inclinaison de 7,5° par rapport à l'écliptique.

## Compléments